# Cleft Peak
Der Cleft Peak ist ein 946 Meter hoher Berg im Süden des australischen Bundesstaates Tasmanien. Er liegt am Nordwestende der Frankland Range über dem Lake Pedder.
Nordwestlich anschließend befindet sich der Murpheys Bluff und südöstlich schließt die Greycap an.